# بالگردگاه سبته

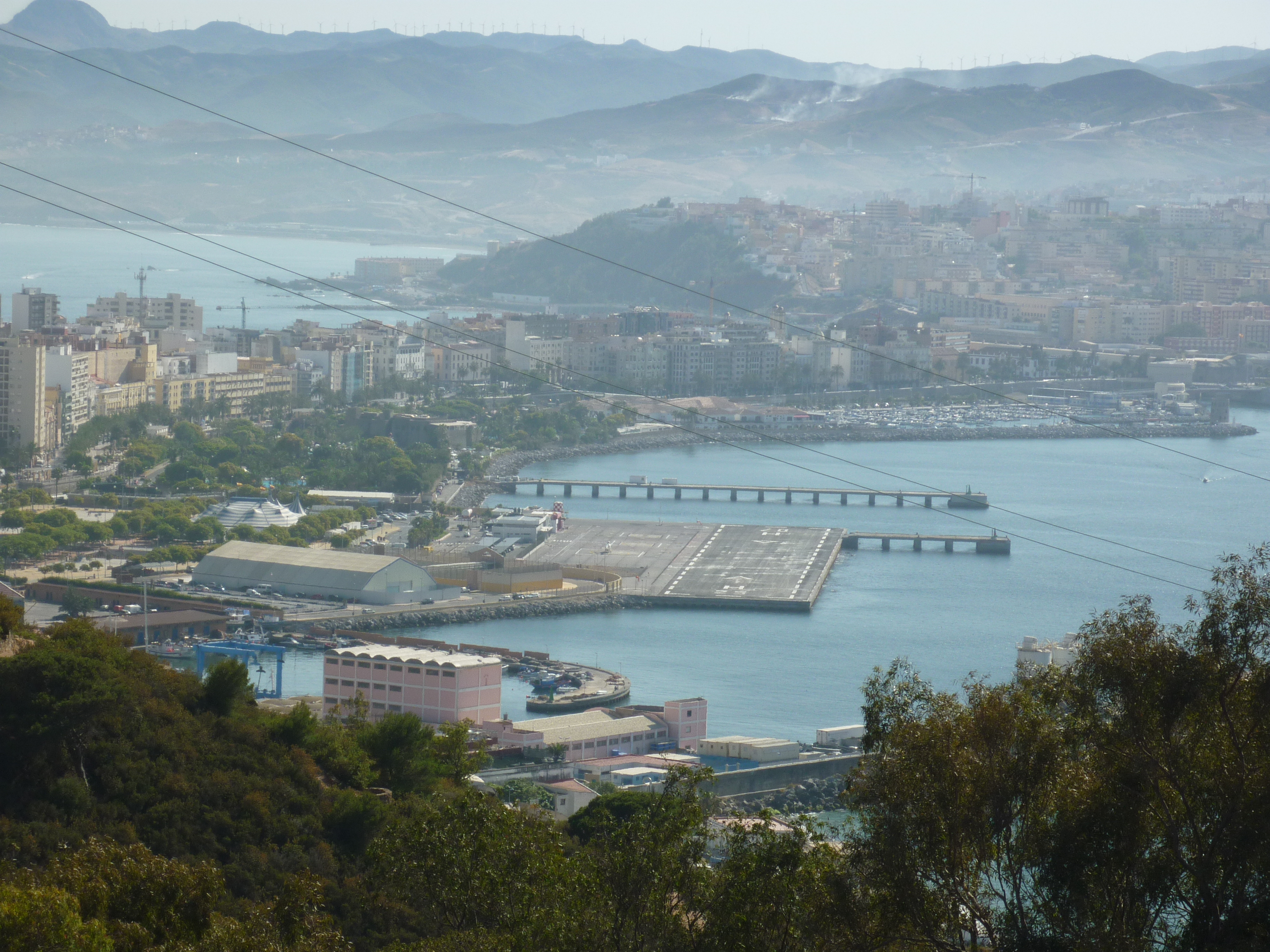
بالگردگاه سبته در مرکز عکس

بالگردگاه سبته (به انگلیسی: Ceuta Heliport) (به زبان بومی: Helipuerto de Ceuta) یک فرودگاه همگانی ۲۰۵۶۶ با کد یاتا JCU است که یک باند فرود بله دارد. این فرودگاه در شهر سبته کشور اسپانیا قرار دارد و در ارتفاع ۲ متری از سطح دریا واقع شده‌است.